# Synagogue de La Chaux-de-Fonds
La synagogue de La Chaux-de-Fonds est un lieu de culte israélite situé à La Chaux-de-Fonds dans le canton de Neuchâtel, en Suisse. De style romano-byzantin, elle est en fonction depuis 1896 et compte parmi les plus grandes synagogues du pays, témoignant de l'importance de la communauté juive locale et de la prospérité économique de la métropole horlogère. Elle est aujourd'hui répertoriée comme bien culturel d'importance nationale et fait partie de l'ensemble urbain du XIXe siècle de La Chaux-de-Fonds, classé au patrimoine mondial de l'UNESCO.

## Naissance d'une communauté
Dès le début du 19e siècle, une immigration venue d'Alsace permet l'implantation d'une communauté israélite à La Chaux-de-Fonds. En 1844, leur nombre atteint 65 personnes, mais des discriminations persistent. En 1857, les autorités municipales décident que dorénavant les Israélites seront admis, au même titre que les citoyens d’autres confessions, à habiter la localité sans devoir obtenir une autorisation individuelle. À partir de 1871, certains obtiennent le droit d’acquérir la nationalité suisse. Sur les plans économique, culturel et social, des familles juives jouent un rôle important dans le développement de la ville, notamment lors de l’industrialisation de l’horlogerie à partir de 1876. Ouverts à l’innovation technologique et actifs à travers le monde, des industriels israélites, tel Paul Ditisheim, développent des fabriques modernes. En 1890, 750 personnes juives vivent à La Chaux-de-Fonds. En 1900, leur nombre atteint 914 personnes, soit 2,6% de la population de la Ville. Par la suite, leur nombre va baisser,.

## Premiers lieux de culte
À partir de 1833, les cérémonies religieuses ont lieu dans un appartement privé, mais l'espace se révèle rapidement trop petit et la communauté demande l'autorisation de disposer d’un véritable lieu à cet effet, une requête acceptée par les autorités communales. Dès 1843, un appartement est loué à la rue Jaquet-Droz par la communauté. Tolérée car discrète, cette synagogue de fortune ne laisse en effet pas deviner en façade la nature de ses activités, des célébrations qui sont désormais placées sous la responsabilité du rabbin Moïse Nordmann, d'Hegenheim en Alsace,,.
Au cours des années 1850, la population juive continue d'augmenter et l’appartement devient trop exigu pour accueillir tout le monde. Un deuxième lieu de culte est inauguré en 1863 à la rue de la Serre 35a. De plan et volume rectangulaires, mais reconnaissable à ses grandes fenêtres, cette nouvelle synagogue dispose de davantage de visibilité, mais ne se démarque guère des immeubles voisins. Son architecture s’inspire de l’immeuble d’habitation jurassien et s'intègre dans le plan en damier qui détermine alors la morphologie de la ville. La communauté juive s’inscrit toujours plus étroitement dans l'évolution économique et urbanistique chaux-de-fonnière,.

## Construction de la synagogue actuelle

### Genèse du projet
La synagogue de la rue de la Serre ne tarde pas à être à son tour trop petite pour une communauté en plein essor. Un nouveau projet de construction est demandé à l'architecte Sylvius Pittet (1844-1906) au début des années 1880. L’architecte né à Aigle, formé à Zurich et Munich, mais installé à La Chaux-de-Fonds depuis 1878, propose en 1883 un édifice qui reprend les codes constructifs des synagogues en vogue en Europe: plan centré, style néo-byzantin et références clairement orientalisantes ou mauresques. Des incidents antisémites, notamment en 1885, lors de l'anniversaire de la Révolution neuchâteloise, inquiètent la communauté qui décide de reporter les travaux,,.
En 1888, la communauté engage le rabbin Jules Wolff. Âgé de 26 ans, il représente un judaïsme moderne et tourné vers l'avenir, enseignant notamment l'hébreu au Gymnase, puis les langues arabes à l'Université de Neuchâtel. Il se consacre également aux œuvres de bienfaisance et est très apprécié des autres communautés religieuses,.

### Concours et contexte de la réalisation

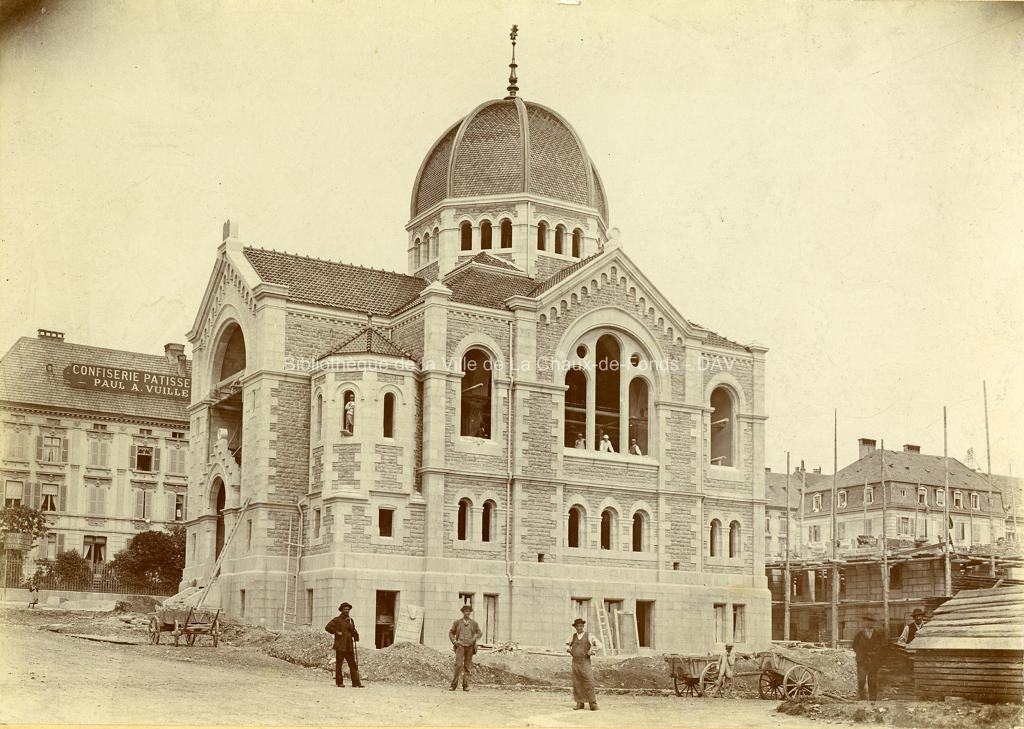
La synagogue en construction, vers 1894-96 (Bibliothèque de la Ville La Chaux-de-Fonds)

En 1890, forte de sa croissance et portée par son nouveau rabbin, la communauté juive décide de reprendre son projet de synagogue. En 1891, elle achète un terrain au centre-ville et se lance dans un concours d’architecture ouvert à tous les architectes suisses ou domiciliés en Suisse,,. Par cette démarche, la communauté affiche publiquement sa présence et montre qu'elle fait partie intégrante de la culture urbaine. Alors que le choix du jury se porte sur le projet de l’architecte chaux-de-fonnier Eugène Schaltenbrand (1861-1912), c’est le second projet qui est finalement retenu pour la réalisation. Les plans seront ainsi l’œuvre de Richard Kuder (1852-1912), un architecte d’origine allemande, installé à Strasbourg, après une formation en Suisse et à Vienne. Ce dernier ne conduira cependant pas le chantier, dont les plans de détail, la direction et la décoration sont confiés à l’architecte chaux-de-fonnier Gustave Clerc (1867-1899),,. Les travaux sont menés rapidement, puisque la première pierre est posée le 28 juin 1894 et que la synagogue est consacrée le 13 mai 1896 par le rabbin Jules Wolff,. L'inauguration donne lieu à deux jours de festivités, parmi lesquelles une cérémonie en présence des autorités communales, cantonales et fédérales.
De son côté, la synagogue de la rue de la Serre trouvera une nouvelle vie en abritant, de 1897 à 1912, le Cercle ouvrier, avant d’être démolie en 1955.

## Description

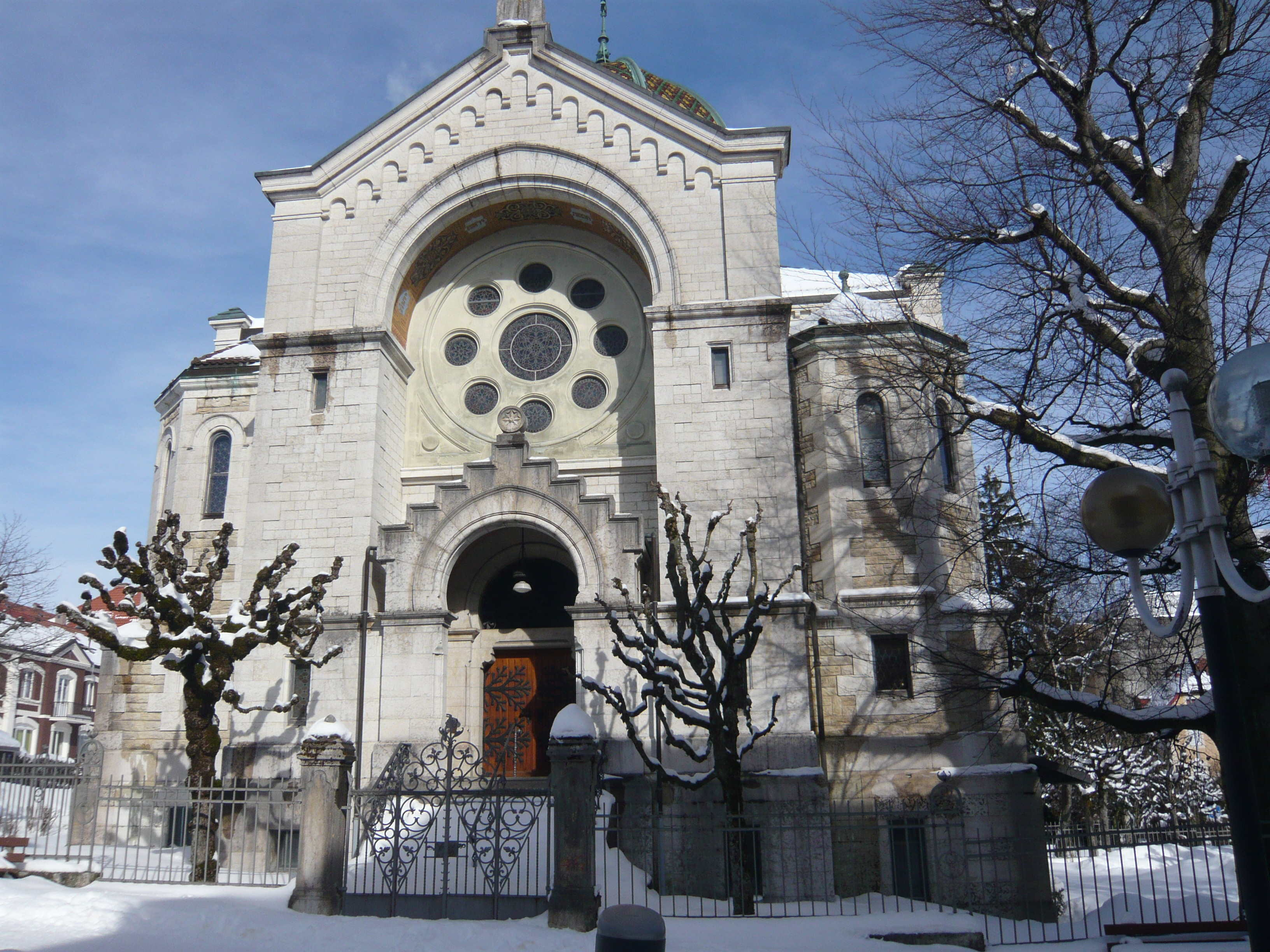
Façade principale, vers 2008

### Implantation
À l’instar de l’ancienne synagogue et des réalisations chaux-de-fonnières contemporaines, le nouveau bâtiment s’inscrit non seulement dans l’alignement de la rue, mais également dans les dispositions du plan en damier de la métropole horlogère. Un beau jardin occupe ainsi la partie sud de la parcelle entourée d’une grille en fer forgé. La construction ne se fond plus au sein des immeubles d’habitation, affirmant au contraire clairement sa fonction par ses dimensions et son apparence. Elle est même qualifiée « d’un des plus beaux monuments de la ville » par le président du Conseil communal, Paul Mosimann lors de l'inauguration.

### Dispositions générales et extérieur de l'édifice

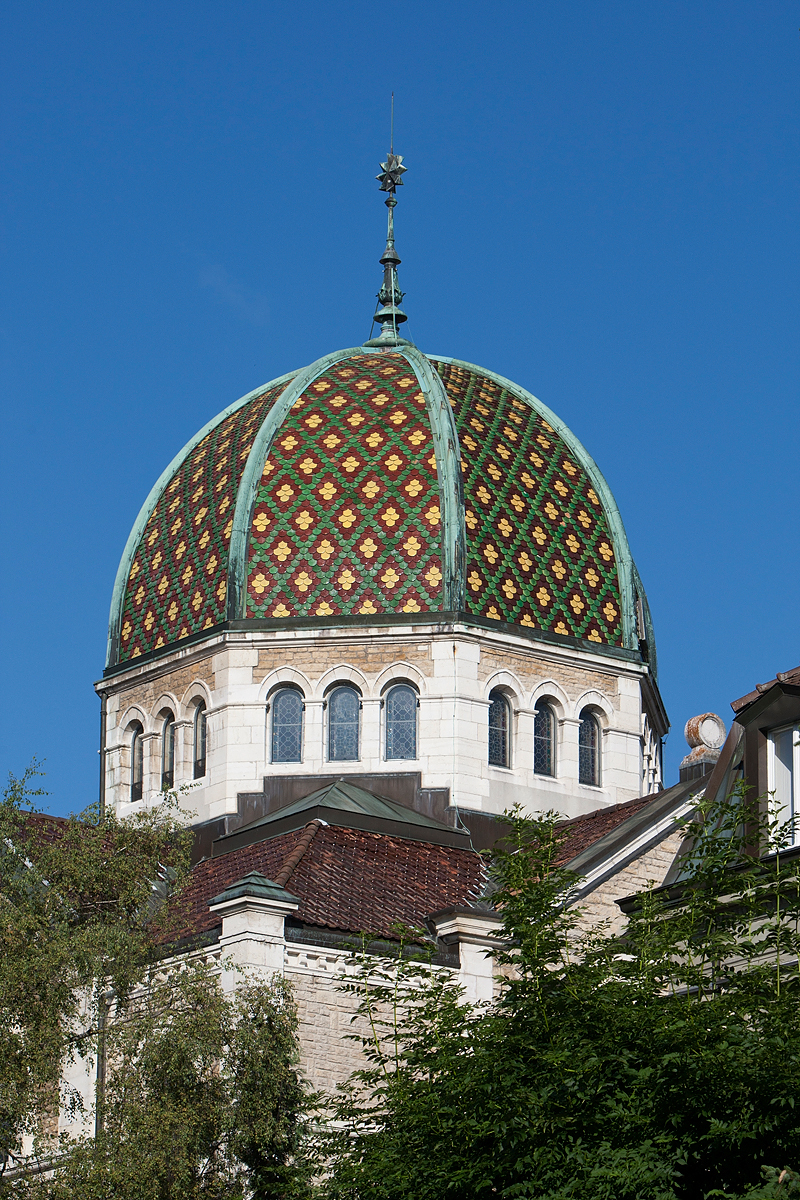
Détail de la grande coupole, vers 2010

La synagogue de La Chaux-de-Fonds est l’une des plus vastes de Suisse, un plan et des volumes articulés en croix lui conférant une volumétrie généreuse. L’ensemble est surmonté d’une imposante coupole qui repose sur un tambour octogonal percé de 24 fenêtres. Atteignant 32 mètres de hauteur, la partie centrale est accompagnée de quatre collatéraux et de quatre petites coupoles dans les angles,.
Comme toutes les synagogues, l’édifice chaux-de-fonnier est construit dans la direction « ouest-est », l’accès principal se situant à l’ouest. Sur la façade occidentale se détachent de part et d’autre des tourelles qui contiennent les escaliers conduisant aux galeries. L’entrée est marquée par des jeux de pleins et de vides, ainsi que par la présence d’un perron, d’une porte ouvragée, d’une imposante rosace, de l’inscription hébraïque (« Schema yisraêl Adônây élohênou Adônây échâd », en français « Écoute Israël, l’Éternel est notre Dieu, l’Éternel est Un ») et des deux Tables de la Loi au sommet. Un peu moins plastiques, mais structurées par la polychromie de leurs matériaux et par le rythme de leurs ouvertures, les façades latérales n’en sont pas moins monumentales.
La disposition générale de l’édifice renvoie ainsi aux édifices orientaux, alors que le vocabulaire architectural puise plutôt ses références dans le style roman, ce qui a amené les historiens et les historiennes à parler d'architecture romano-byzantine.

### Polychromie des matériaux

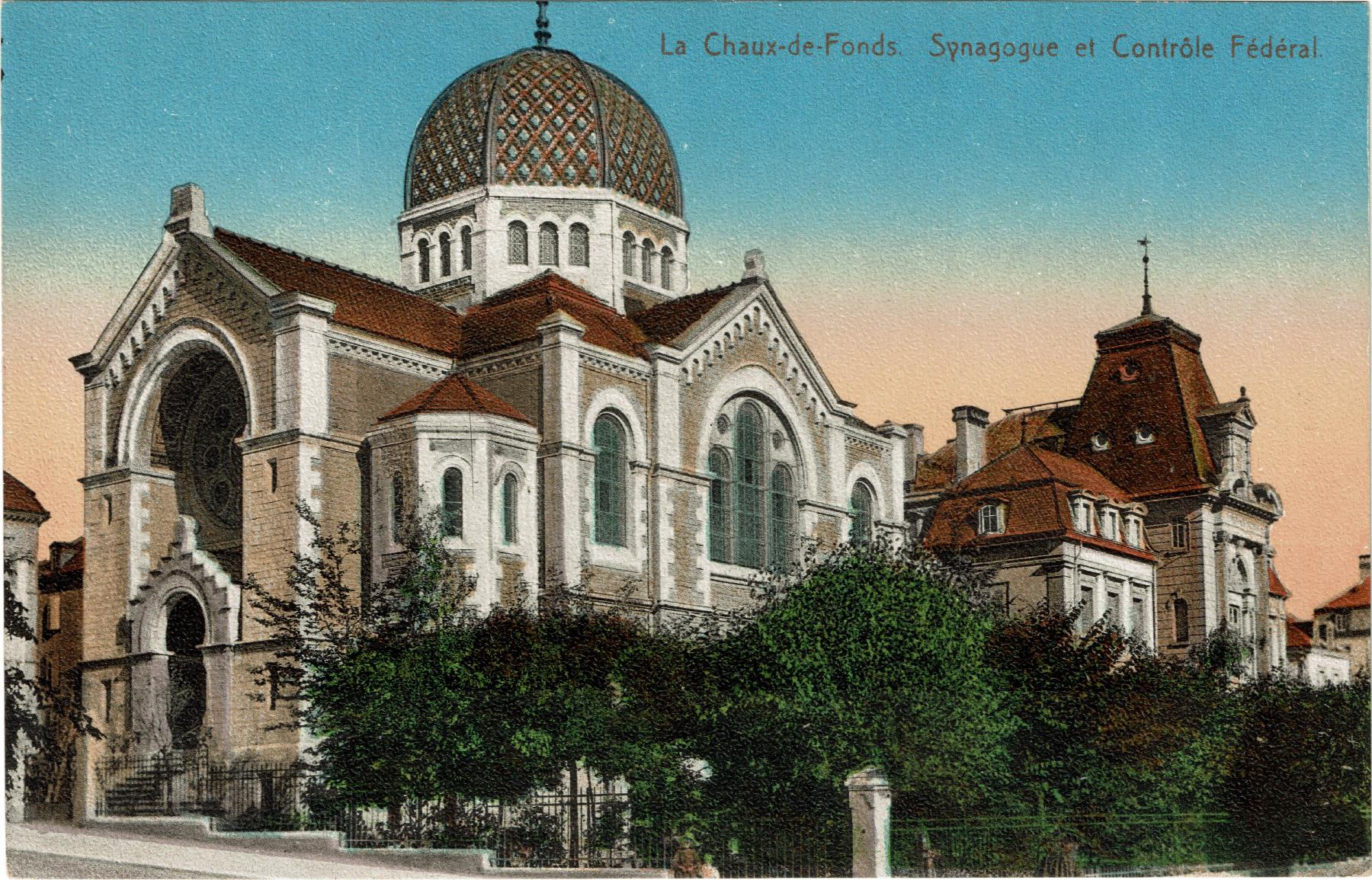
Carte postale, vers 1910

Le bâtiment se distingue non seulement par son style aux connotations romano-orientales, mais également par l’emploi de pierres de taille de couleurs et de provenances fort variées, ce qui a conduit les historiens et les historiennes à dire que la synagogue constituait une « véritable encyclopédie de la pierre suisse ». En effet, si les maîtres de l’ouvrage ont sans surprise exploité la diversité des calcaires jurassiens, ils se sont également procurés de la molasse d’Ostermundingen, du granit de Biasca et du « marbre » de Soleure, un approvisionnement grandement facilité par le développement du réseau ferroviaire helvétique. Renouvelant les jeux chromatiques chers à l’architecture historiciste et orientalisante, cette diversité exprime également symboliquement la volonté d’ouverture et d’intégration de la communauté juive,,.

### Dispositions intérieures et décor
Le sous-sol et le rez-de-chaussée accueillent les locaux de service et de prière, alors qu’une galerie est réservée aux femmes comme le veut la tradition. L’édifice disposait dès sa construction d’un chauffage à air chaud et de l’éclairage électrique. Au rez-de-chaussée, un vestibule sobrement décoré et rehaussé de quelques inscriptions donne accès aux escaliers des galeries, ainsi qu’à l’espace de culte.
Le décor peint, ainsi que le mobilier habilement travaillé, magnifient le cœur de la synagogue et accompagnent le regard vers le sanctuaire composé de l’Almenor en bois et du tabernacle, en stuc et marbre des Pyrénées, qui renferme les rouleaux de la Torah. Suspendue devant le sanctuaire, la lampe éternelle éclaire jour et nuit les lieux.
En 1896, la synagogue offrait 208 places de plain-pied, réparties sur quatre rangées de bancs, et 210 places sur la galerie. Réalisé en bois de chêne, le mobilier avait été conçu pour être en harmonie avec le style de l’édifice. Les deux chandeliers à neuf branches, les lustres et les appliques faisaient également partie de l’ameublement d’origine.
Or et couleurs vives confèrent au décor intérieur toute sa splendeur et contribuent à la rapprocher d'un orientalisme fantasmé. Le motif principal est un double triangle Maguèn David (bouclier ou étoile de David) duquel partent autant de rayons que d’arêtes portant le nom, gravé en hébreu et en lettres dorées, des patriarches (Abraham, Isaac, Jacob, Moïse, Aaron, David, Salomon et Samuel), le tout dans un ciel constellé d’étoiles. Inscriptions hébraïques et décors géométriques complètent l’ensemble décoratif, œuvre de l’architecte chaux-de-fonnier Gustave Clerc,,.

### Orgue et vitraux
Œuvre de l'atelier zurichois Karl Wehrli, les vitraux non figuratifs de belle facture laissent entrer la lumière par les grandes fenêtres latérales et la rosace,.
L'orgue de la synagogue, fabriqué par la manufacture Kuhn de Männedorf et installé en 1910, n'est plus en service aujourd'hui.

### La quête d'un style propre
En se lançant dans l’édification d’un bâtiment spectaculaire propre à enrichir le patrimoine monumental local, la communauté israélite de La Chaux-de-Fonds cherche à affirmer son nouveau statut et à témoigner sa reconnaissance aux autorités locales. Le choix du style n’est par conséquent pas anodin, car il s’agit d’éviter le style gothique, connoté chrétien et largement utilisé par les récentes constructions religieuses chaux-de-fonnières, tout en évitant de choquer la population des Montagnes neuchâteloises. L’historicisme et l'engouement pour l’orientalisme vont offrir des solutions bienvenues à cette quête du style approprié. Alors qu’une déclinaison « mauresque » avait été adoptée à Genève en 1857, les responsables de la communauté israélite neuchâteloise portent leur choix sur un style romano-byzantin, variante orientalisée du néo-roman très en vogue en Allemagne à la fin du XIXe siècle. La tradition qui veut que l’architecte Richard Kuder se soit inspiré des plans et de l’aspect extérieur de la synagogue de Strasbourg (détruite par les nazis en 1940-1941) doit toutefois être quelque peu pondéré,.

## Du simple lieu de culte au monument
Une campagne de travaux de conservation-restauration s'est déroulée en 1981-1982 sous l’égide du Service cantonal de la protection des monuments et des sites. Mise sous protection au titre de monument historique cantonal depuis 1982, la synagogue est répertoriée comme bien culturel d'importance nationale et fait partie de l'ensemble urbain du XIXe siècle de La Chaux-de-Fonds, classé au patrimoine mondial de l'UNESCO.